# Żaluzja (powieść)
Żaluzja (fr. La Jalousie) – powieść francuskiego pisarza Alaina Robbe-Grilleta, opublikowana w 1957. Polskie tłumaczenie Marii Zenowicz wydała w 1975 Spółdzielnia Wydawnicza „Czytelnik” w serii wydawniczej Nike.
Żaluzja jest uważana za najważniejszy – niejako programowy – utwór nurtu nouveau roman. Zgodnie z założeniami gatunku, fabuła powieści została zredukowana do minimum. 

## Fabuła
Akcja powieści rozgrywa się na plantacji w tropikalnym kraju. W centrum uwagi narratora znajduje się rzekomy trójkąt miłosny, obserwowany zza tytułowej żaluzji. Książka składa się z nie pozostających w związku przyczynowo-skutkowym fragmentów i powracających obrazów w których np. drzewa bananowe pełnią funkcję równie istotną jak ludzie.
Tytuł powieści jest grą słów – wyraz jalousie w języku francuskim może oznaczać zarówno żaluzję, jak i zazdrość.